# Da Capo (Ace-of-Base-Album)
Da Capo ist das vierte Studioalbum von Ace of Base. Es erschien im September 2002 bei Edel-Mega Records in Europa. In Japan erschien es bei Toshiba EMI mit unterschiedlicher Titelliste. Der Titel da capo bedeutet in der Musik in etwa „erneut von vorn“. 

## Entstehung
Das Album wurde im Jahr 2000 mit zahlreichen Produzenten aufgenommen, neben Jonas Berggren und Ulf Ekberg zählten dazu Chief 1, Axel Breitung, Nicklas von der Burg, Thorsten Brötzmann, Håkan Christoffersson, Martin Hedström, Kay Nickold, Nick Nice, Harry Sommerdahl, Pontus Söderqvist und Jeo. Bei der zweiten Single The Juvenile handelt es sich um einen Remake eines Songs, den die Gruppe für den Soundtrack von James Bond GoldenEye von 1995 aufgenommen hatte. Allerdings wurde diesem Song Tina Turners Titelsong vorgezogen.

## Titelliste
| Nr. | Titel                                 | Autor(en)                                                                             | Produzent                                                                                              | Länge |
| --- | ------------------------------------- | ------------------------------------------------------------------------------------- | --- | ----- |
| 1.  | Unspeakable                           | Jonas Berggren, Adam Anders, Nicklas von der Burg, Magnus Lindsten                    | Nicklas von der Burg, Harry Sommerdahl, Jonas Berggren                                                 | 3:14  |
| 2.  | Beautiful Morning                     | Jenny Berggren, Linn Berggren, Jonas Berggren                                         | Pontus Söderqvist, Axel Breitung, Kay Nickold                                                          | 2:59  |
| 3.  | Remember the Words                    | Nicklas von der Burg, Harry Sommerdahl, Jonas Berggren, Anoo Bhagavan                 | Nicklas von der Burg, Harry Sommerdahl, Jonas Berggren                                                 | 3:43  |
| 4.  | Da Capo                               | Jonas Berggren                                                                        | Thorsten Brötzmann, Jeo, Nicklas von der Burg, Harry Sommerdahl, Håkan Christoffersson, Jonas Berggren | 3:10  |
| 5.  | World Down Under                      | Jonas Berggren, Nicklas von der Burg, Harry Sommerdahl                                | Nicklas von der Burg, Harry Sommerdahl                                                                 | 3:32  |
| 6.  | Ordinary Day                          | Jonas Berggren                                                                        | Pontus Söderqvist, Håkan Christoffersson, Jonas Berggren                                               | 3:24  |
| 7.  | Wonderful Life                        | Black                                                                                 | Thorsten Brötzmann, Jeo                                                                                | 4:15  |
| 8.  | Show Me Love                          | Jonas Berggren                                                                        | Chief 1, Harry Sommerdahl, Nicklas von der Burg                                                        | 3:42  |
| 9.  | What’s the Name of the Game           | Jonas Berggren, Jenny Berggren, Linn Berggren, Nicklas von der Burg, Harry Sommerdahl | Nicklas von der Burg, Harry Sommerdahl, Jonas Berggren                                                 | 3:02  |
| 10. | Change with the Light                 | Ulf Ekberg, Jenny Berggren, Linn Berggren                                             | Pontus Söderqvist, Nick Nice, Ulf Ekberg                                                               | 3:35  |
| 11. | Hey Darling                           | Jonas Berggren                                                                        | Pontus Söderqvist, Nick Nice, Jonas Berggren                                                           | 3:16  |
| 12. | The Juvenile                          | Jonas Berggren                                                                        | Pontus Söderqvist, Martin Hedström                                                                     | 3:45  |
| 13. | Don’t Stop                            | Jonas Berggren, Birthe Berggren, Arild Haugland                                       | Jonas Berggren, Nicklas von der Burg, Harry Sommerdahl                                                 | 3:49  |
| 14. | Summer Days                           | Jonas Berggren                                                                        | Jonas Berggren, Nicklas von der Burg                                                                   | 3:46  |
| 15. | Beautiful Morning (Groove Radio Edit) | Jonas Berggren, Jenny Berggren, Linn Berggren                                         | Jonas Berggren, Axel Breitung, Kay Nickold                                                             | 2:47  |

## Rezeption

### Rezensionen
Die Website Allmusic gab dem Album dreieinhalb von fünf Sternen. Jon O’Brian bezeichnete es, da es das letzte Album mit den Sängerinnen Linn und Jenny Berggren war, als „final swan song for original vocalists Linn and Jenny, but while it undeniably sounds like it’s stuck in a mid-’90s time warp, it’s a consistently feel-good affair ensuring that the pair went out on a high. “. Laut.de verriss es als „Belangloses von der Stange“ und gab nur einen von fünf Sternen.

### Charts und Chartplatzierungen
Da Capo konnte den Erfolg seiner Vorgänger nicht wiederholen und erreichte in den meisten Ländern nur mittlere Chartpositionen. In Deutschland kam das Album bis auf Platz 48, in Österreich auf Platz 61 und in der Schweiz auf Platz 23 der Charts. Im Vereinigten Königreich konnte es sich gar nicht platzieren, in den USA erschien es gar nicht erst.
| ChartsChartplatzierungen | Höchstplatzierung | Wochen |
| ------------------------ | ----------------- | ------ |
| Deutschland (GfK)        | 48 (5 Wo.)        | 5      |
| Österreich (Ö3)          | 61 (2 Wo.)        | 2      |
| Schweden (GLF)           | 25 (4 Wo.)        | 4      |
| Schweiz (IFPI)           | 23 (6 Wo.)        | 6      |